# Eurodryas banghaasi
Eurodryas banghaasi är en fjärilsart som beskrevs av Adalbert Seitz 1908. Eurodryas banghaasi ingår i släktet Eurodryas och familjen praktfjärilar. Inga underarter finns listade i Catalogue of Life.